# جيم براون (لاعب كرة قدم مواليد 1952)
جيم براون (بالإنجليزية: Jim Brown)‏ هو لاعب كرة قدم بريطاني في مركز حراسة المرمى، ولد في 11 مايو 1952 في کوتبريج ‏ في المملكة المتحدة. شارك مع منتخب اسكتلندا تحت 21 سنة لكرة القدم ومنتخب اسكتلندا لكرة القدم. أما مع النوادي، فقد لعب مع شيفيلد يونايتد وشيكاغو ستينغ وكارديف سيتي ونادي ألبيون روفرز ونادي تشيسترفيلد ونادي كيترينغ تاون.